# French Open 2016 (turniej legend kobiet)
French Open 2016 – turniej legend kobiet – zawody deblowe legend kobiet, rozgrywane w ramach drugiego w sezonie wielkoszlemowego turnieju tenisowego, French Open. Zmagania miały miejsce pomiędzy 1–4 czerwca na ceglanych kortach Stade Roland Garros w 16. dzielnicy francuskiego Paryża.

## Drabinka

#### Klucz
- w/o – walkower
- k – krecz
- d – dyskwalifikacja
- Q – kwalifikant
- WC – dzika karta
- LL – szczęśliwy przegrany
- Alt – zawodnik zastępczy
- PR – ochrona rankingu
- SE – specjalna przepustka
- ITF – ranking ITF
- JE – ranking juniorski

### Faza finałowa
|  |       |                                       |   |   |  |
|  | Finał |                                       |   |   |  |
|  |       |                                       |   |   |  |
|  |       |                                       |   |   |  |
|  |       |                                       |   |   |  |
|  |       | Lindsay Davenport Martina Navrátilová | 6 | 6 |  |
|  |       | Lindsay Davenport Martina Navrátilová | 6 | 6 |  |
|  |       | Conchita Martínez Nathalie Tauziat    | 3 | 2 |  |
|  |       | Conchita Martínez Nathalie Tauziat    | 3 | 2 |  |
|  |       |                                       |   |   |  |

### Faza początkowa

#### Grupa A
|    |                                       | Lindsay Davenport Martina Navrátilová | Marion Bartoli Sandrine Testud | Anastasija Myskina Jana Novotná | Mecze W–L | Sety W–L | Gemy W–L | Miejsce |
| A1 | Lindsay Davenport Martina Navrátilová |                                       | 6:4, 6:4 (2 czerwca)           | 6:3, 5:7, 10–7 (3 czerwca)      | 2–0       | 4–1      | 24–18    | 1.      |
| A2 | Marion Bartoli Sandrine Testud        | 4:6, 4:6 (2 czerwca)                  |                                | 6:1, 3:6, 6–10 (1 czerwca)      | 0–2       | 1–4      | 17–20    | 3.      |
| A3 | Anastasija Myskina Jana Novotná       | 3:6, 7:5, 7–10 (3 czerwca)            | 1:6, 6:3, 10–6 (1 czerwca)     |                                 | 1–1       | 3–3      | 18–21    | 2.      |

#### Grupa B
|    |                                    | Tracy Austin-Holt Kim Clijsters | Conchita Martínez Nathalie Tauziat | Iva Majoli Arantxa Sánchez Vicario | Mecze W–L | Sety W–L | Gemy W–L | Miejsce |
| B1 | Tracy Austin-Holt Kim Clijsters    |                                 | 3:6, 7:6(5), 8–10 (2 czerwca)      | 6:2, 6:0 (1 czerwca)               | 1–1       | 3–2      | 22–15    | 2.      |
| B2 | Conchita Martínez Nathalie Tauziat | 6:3, 6:7(5), 10–8 (2 czerwca)   |                                    | 5:7, 7:6(7), 10–3 (3 czerwca)      | 2–0       | 4–2      | 26–19    | 1.      |
| B3 | Iva Majoli Arantxa Sánchez Vicario | 2:6, 0:6 (1 czerwca)            | 7:5, 6:7(7), 3–10 (3 czerwca)      |                                    | 0–2       | 1–4      | 11–25    | 3.      |